# Abraxas pernigrata
Abraxas pernigrata là một loài bướm đêm trong họ Geometridae.